# Paʻanga
Paʻanga – jednostka monetarna Tonga od 1967 r. 1 paʻanga = 100 seniti.